# Dudley Buck
Dudley Buck, född 10 mars 1839, död 6 oktober 1909, var en amerikansk kompositör och organist.
Buck föddes i Hartford, Connecticut, som son till en köpman, som gav honom varje möjlighet att kultivera sina musikaliska talanger, och under sammanlagt fyra år (1858-1862) studerade han i Leipzig, Dresden och Paris. När han återvändt till USA blev han organist i Hartford, Chicago (1869) och Boston (1871). 1875 åkte han till New York för att assistera Theodore Thomas som dirigent vid orkesterkonserter, och 1877-1903 var han organist i Holy Trinity Church i Brooklyn. Som orgellärare vid Yale University blev han lärare till en av USA:s främsta kompositörer genom tiderna, Charles Ives. Dudley Buck var nu en välkänd tonsättare av kyrkomusik.
Han har skrivit ett antal kantater (Columbus 1876, Golden Legend 1880, Light of Asia 1885, etc.); ett par operor, Serapis och Deseret (1880); en symfonisk uvertyr, Marmion; en symfoni i Ess-dur, samt andra orkester- och vokalverk.
Buck är idag allra mest känd för sitt orgelverk, "Concert Variations on the Star-Spangled Banner," op.23.